# Percina nevisense
Percina nevisense és una espècie de peix pertanyent a la família dels pèrcids.

## Hàbitat
És un peix d'aigua dolça, bentopelàgic i de clima tropical.

## Distribució geogràfica
Es troba a Nord-amèrica: els Estats Units.

## Observacions
És inofensiu per als humans.